# 11227 Ксенборисова
11227 Ксенборисова (11227 Ksenborisova) — астероїд головного поясу, відкритий 10 травня 1999 року.
Тіссеранів параметр щодо Юпітера — 3,610.